# Tobias Schilk
Tobias Schilk (* 24. März 1992 in München) ist ein ehemaliger deutscher Fußballspieler. Er stand zuletzt beim Halleschen FC unter Vertrag.

## Laufbahn

### Vereine
Schilk kam zum Fußball durch einen Schulfreund, der ihn, als er sieben Jahre alt war, zum Training des SV Waldperlach mitnahm. Im Jahre 2004 wechselte er nach Giesing an die Grünwalder Straße ins Nachwuchsleistungszentrum des TSV 1860 München. Er durchlief die Juniorenmannschaften bis zur U-19, für die er in der Spielzeit 2009/10 22 Spiele betritt und ein Tor erzielte. 2010/11 bestritt er für die A-Jugend 18 Spiele. Am Ende der Spielzeit hatte er sich mit der U-19 von 1860 für die Endrunde um die deutsche Meisterschaft qualifiziert. Er kam auch in beiden Halbfinalspielen gegen den 1. FC Kaiserslautern zum Einsatz, in denen sich aber die Kaiserslauterer durchsetzten.
In der Rückrunde der Saison war er fünfmal für die U-23 von 1860 München in der Regionalliga Süd zum Einsatz gekommen, erstmals am 19. März 2011 beim Heimspiel gegen die Stuttgarter Kickers. In der Vorbereitung auf die neue Spielzeit berief ihn Trainer Reiner Maurer zusammen mit sieben weiteren A-Jugendlichen in den erweiterten Profikader. Er lief in zwei Testspielen für 1860 auf, in den ersten beiden Ligaspielen gehörte er aber nicht zum Kader.
Am 4. August wechselte er für ein Jahr auf Leihbasis zum Drittligisten 1. FC Heidenheim. Der TSV 1860 hatte dabei die Option, Schilk bereits im Winter nach München zurückzuholen, falls er nicht regelmäßig eingesetzt werden sollte. Für den 1. FC Heidenheim gab er am 13. August 2011 sein Debüt im Profifußball, als er in der Partie bei Rot-Weiß Oberhausen eingewechselt wurde. In der Hinrunde der Spielzeit 2011/12 kam er für den FC Heidenheim 15-mal zum Einsatz, sodass der TSV 1860 in der Winterpause seine Rückholoption nicht nutzte.
Sein Vertrag mit dem TSV 1860 lief bis 2013. Im Januar 2012 wechselte er auf eigenen Wunsch zur Zweiten Mannschaft des Bundesligisten 1. FSV Mainz 05, bei dem er als Perspektivspieler einen bis Mitte 2014 laufenden Vertrag. Dort bekam er die Chance, mit der ersten Mannschaft zu trainieren und bei der zweiten Mannschaft Spielpraxis zu sammeln. In der Saison 2013/14 stieg Schilk mit der Mainzer U-23 in die 3. Liga auf. Zur Saison 2014/15 rückte Schilk in den Bundesligakader auf, zunächst jedoch ohne in Pflichtspielen zum Einsatz zu kommen. Auch nach dem Aufstieg der Zweitvertretung von Mainz 05 blieb er ein fester Bestandteil des Teams. In der Drittliga-Saison 2014/15 kam er auf 19 Ligaspiele, in der Saison 2015/16 wurde er in 29 Ligaspielen eingesetzt, bis er sich am 32. Spieltag verletzte.
Zur Saison 2016/17 wechselte Schilk zum Halleschen FC. Dort gehörte er zunächst zu den Stammkräften. Im August 2019 erlitt er in einem Spiel gegen den Chemnitzer FC eine Hüftverletzung, die ihm anhaltende Schmerzen bereitete. Letztlich musste er im Juni 2021 seine Laufbahn mit 29 Jahren beenden.

### Nationalmannschaften
Schilk kam in den Nachwuchsmannschaften des DFB zum Einsatz. Für die U-18-Auswahl spielte er erstmals am 27. Juli 2009 beim 2:3 gegen Nordirlands U-20. Am 18. August 2010 kam er beim Spiel gegen Belgien zu seinem ersten und einzigen Einsatz für die deutsche U-19. Wie im Verein spielte er auch in den Länderspielen meist zusammen mit Daniel Hofstetter in der Verteidigung; auch Stürmer Kevin Volland war oft gemeinsam mit Schilk nominiert. Am 31. August 2011 kam er zu seinem ersten Einsatz für die deutsche U-20. Er spielte gegen Polen über 90 Minuten, am 4. September 2011 wurde er gegen die Schweiz eingewechselt.